# Коміта (юдик Галлури)
Коміта I (італ. Comita I; д/н — 1146) — юдик (володар) Галлурського юдикату у 1133—1146 роках.

## Життєпис
Походив з роду Спану. Син Констянтина II, юдика Галурри, й доньки Торкіторіо I, юдика Галлури. У 1130 році став співюдиком батька, принісши омаж Пізанському архієпископу. 1132 року знову разом з батьком підтвердив вірність Руджеро, архієпископу Пізанському.
1133 року після смерті батька став одноосібним володарем. Завдяки підтримці пізанців Галлурський юдикат не став об'єктам зазіхань сусідніх юдикатів. В цей час розвивається господарства, розбудовуються містам. Водночас посилюється вплив пізанських купців, що монополізували торгівлю держави. 1138 року єпархії юикату було підпорядковано Пізанського архієпископу, що ще більше посилило залежність Галлури від пізанців.
Помер або загинув у 1146 році. Владу захопив представник династії Лакон-гунале Костянтин III.

## Родина
- Костянтин (д/н—після 1199), чоловік Сусанни, доньки Баризона II, юдика Арбореї
- Марія (д/н— бл. 1173)
- Коміта (д/н — після 1185)
- Олена (д/н — бл. 1159)
- Фурат